# 玛他提亚

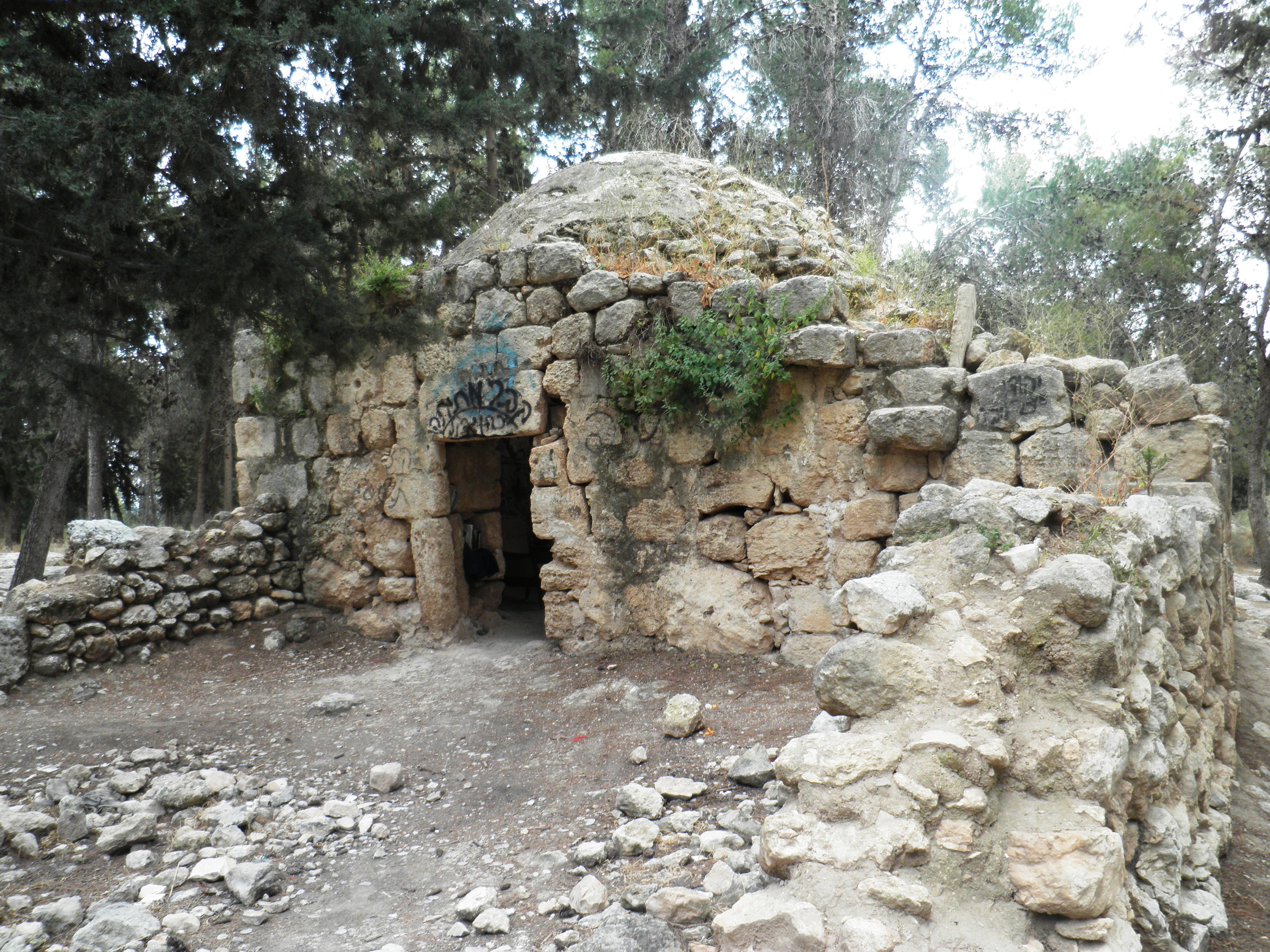
玛他提亚的墓，以色列

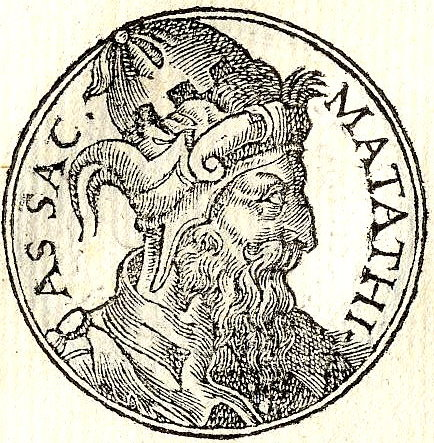
玛他提亚，摘自纪尧姆·鲁耶的《圣像与标志的提示》

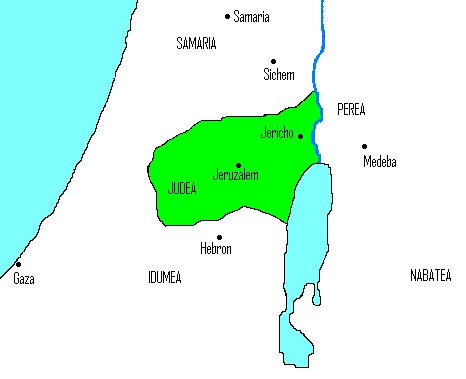
马加比起义爆发后的犹地亚

玛他提亚·本·约哈难（Matityahu ben Yoḥanan HaKohen，？—前165年）是一个犹太教祭司（Kohen），马加比书记载了他在反抗异教的希腊化的塞琉古帝国的马加比起义中的角色。玛他提亚相应的在光明节故事中扮演中心角色。

## 历史
塞琉古帝国对犹太教的迫害开始后，玛他提亚返回莫迪因。在公元前167年，当塞琉古皇帝安条克四世的官员要求玛他提亚向希腊神献祭时，玛他提亚不仅拒绝献祭，而且杀死了一个走上前向希腊神献祭的犹太人。然后，他还杀死了要求他献祭的塞琉古官员。
随后玛他提亚和他的五个儿子逃到旷野，呼吁所有犹太人跟随他。许多人最终响应了玛他提亚的号召。